# Eucorydia xizangensis
Eucorydia xizangensis är en kackerlacksart som beskrevs av Patrick C.Y. Woo och P. Feng 1988. Eucorydia xizangensis ingår i släktet Eucorydia och familjen Polyphagidae. Inga underarter finns listade i Catalogue of Life.